# Carl Steinbrück
Carl Steinbrück  (* 27. Oktober 1869 in Bahn, Landkreis Greifenhagen; † 1945 in Danzig) war ein Kaufmann und Politiker in Danzig und NS-Opfer.
Carl Steinbrück arbeitete als Kaufmann in Danzig. Seit 1933 war er Ehrenkonsul von Panama. Politisch gehörte er der DNVP an. Bei der Volkstagswahl in Danzig 1935 wurde er für seine Partei (formal für die „Liste Weise“, eine Kandidatur unter dem Wunschnamen der Partei war von den Nationalsozialisten verboten worden) in den Volkstag, den Landtag der Freien Stadt Danzig, gewählt.
Am 12. Juni 1936 wurden er und sein Fraktionskollege Rudolf Gamm bei der Saalschlacht im Danziger Josephshaus durch nationalsozialistische Schläger schwer verwundet. Im April 1938 musste er unter Druck der NSDAP-Fraktion als Hospitant beitreten. 1945 wurde er von Rotarmisten erschlagen.